# Millana
Millana – gmina w Hiszpanii, w prowincji Guadalajara, w Kastylii-La Mancha, o powierzchni 27,81 km². W 2011 roku gmina liczyła 152 mieszkańców.